# Hybopsis amblops
Hybopsis amblops är en fiskart som först beskrevs av Rafinesque 1820.  Hybopsis amblops ingår i släktet Hybopsis och familjen karpfiskar. Inga underarter finns listade i Catalogue of Life.